# もみじ (郷土料理)
もみじとは、大分県日田市の郷土料理。

## 概要
ニワトリの脚と足の部分を醤油、砂糖、味醂などで甘辛く煮た料理。材料の足は、形がカエデの葉に似ていることから「もみじ」と呼ばれ、一般にはラーメンや中華料理のスープ材料として用いることが多いが、それを用いる料理は他にあまりないため、甘辛く煮た料理名としてももみじと呼ばれる。
日田市周辺では精肉店やスーパーマーケットなどでも販売されている。